# Itala (Sizilien)

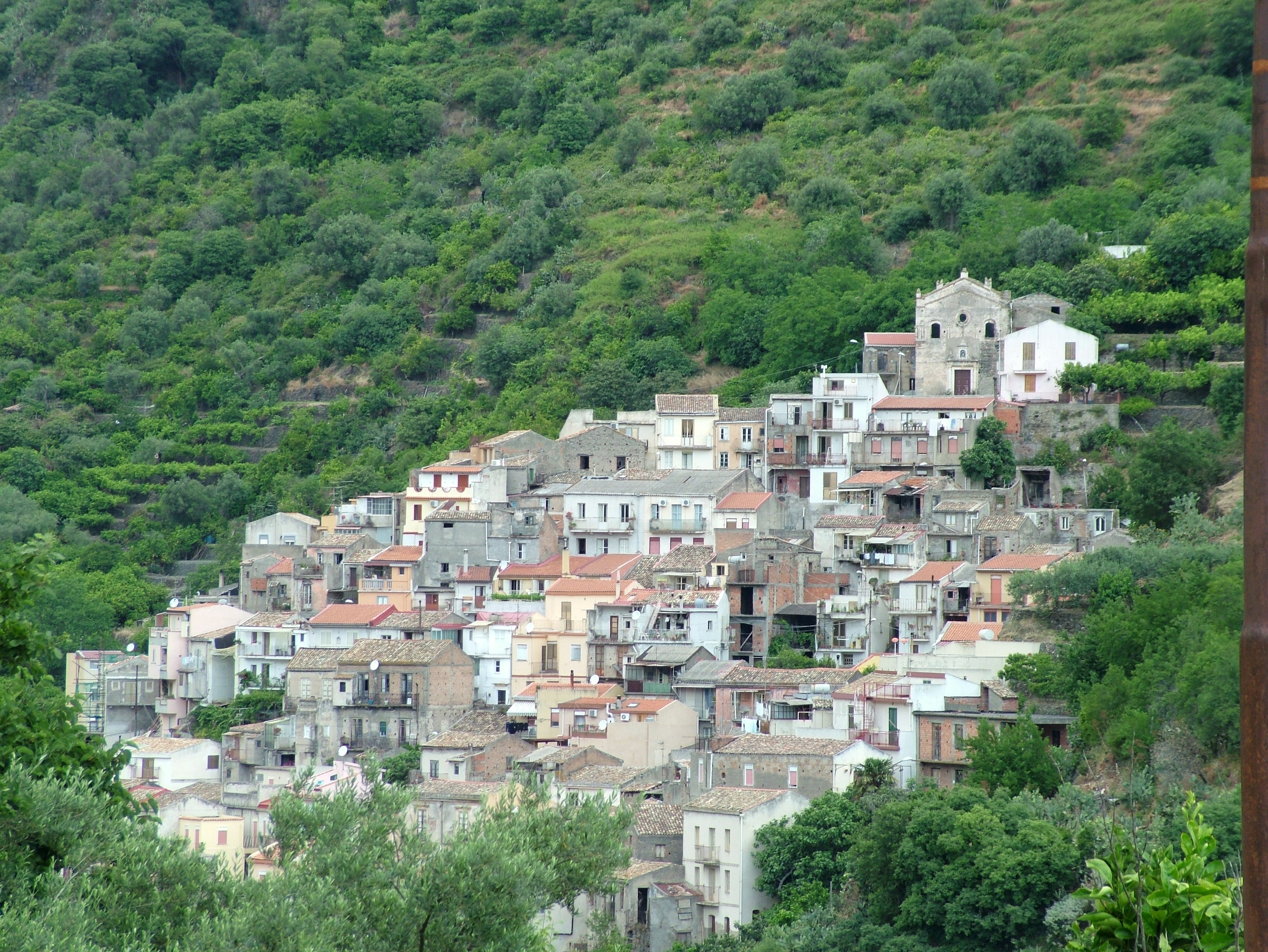
Panorama

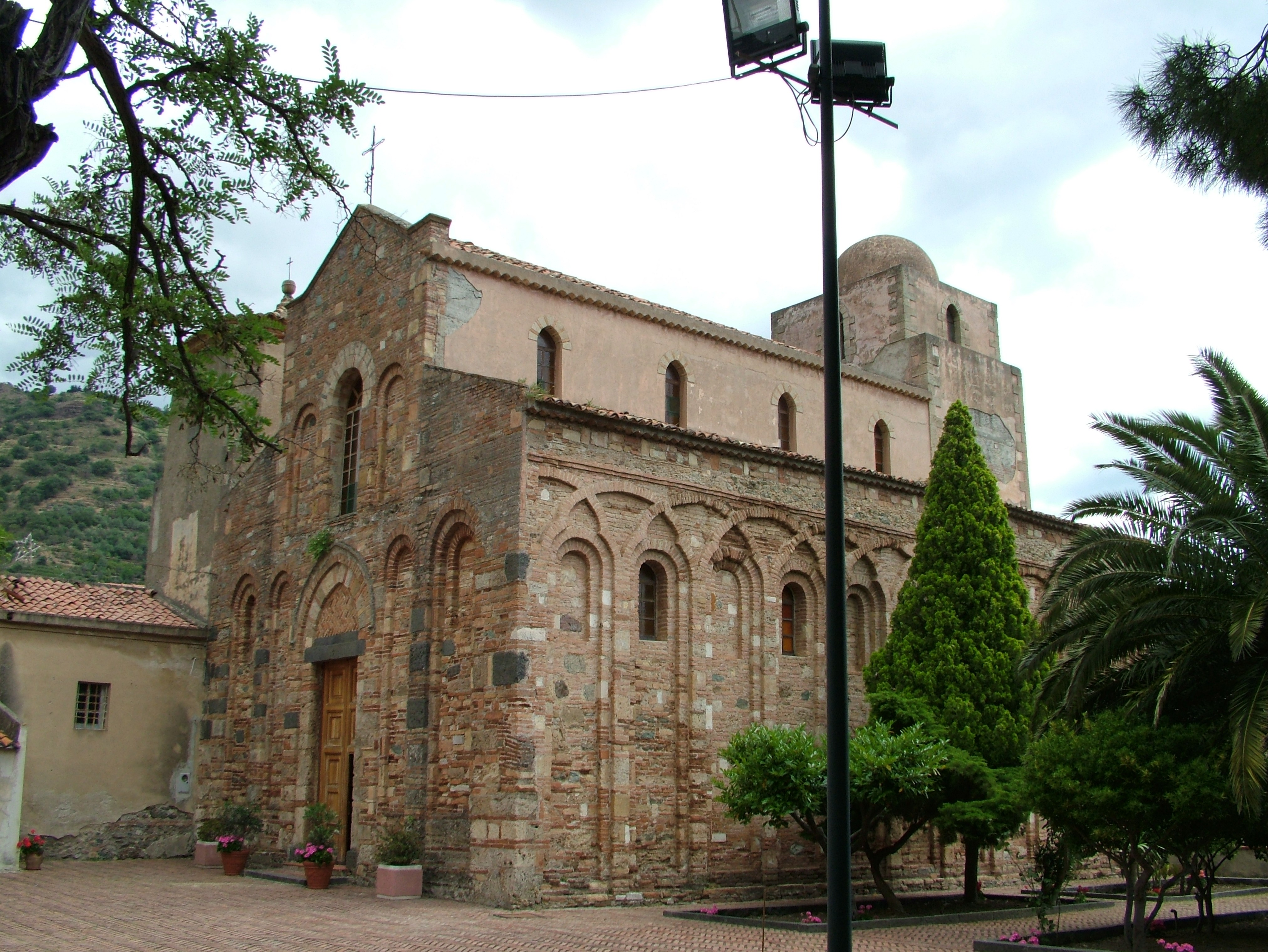
Die Kirche SS. Pietro e Paolo

Itala ist eine italienische Gemeinde der Metropolitanstadt Messina in der Autonomen Region Sizilien mit 1479 Einwohnern (Stand 31. Dezember 2023).

## Lage und Daten
Itala liegt 23 Kilometer südwestlich von Messina. Die Einwohner arbeiten hauptsächlich in der Landwirtschaft.
Die Nachbargemeinden sind Alì, Alì Terme, Fiumedinisi, Messina und Scaletta Zanclea.

## Geschichte
Das Gründungsdatum des Ortes ist unbekannt. Von 1928 bis 1947 war Itala ein Ortsteil von Scaletta Zanclea.

## Sehenswürdigkeiten
Die Pfarrkirche stammt aus dem 16. Jahrhundert, im Inneren befindet sich ein hölzernes Kreuz aus dem 14. Jahrhundert. Die Kirche Madonna della Catena steht im Borgo-Viertel, auffällig ist der Glockenturm. Die Kirche Santi Pietro e Paolo wurde 1093 von Graf Roger gegründet. Sie war eine griechische Klosterkirche. Das Innere besteht aus drei Schiffen, wobei der Chorraum höher liegt.